# Oberaußem
Oberaußem is een plaats in de Duitse gemeente Bergheim, deelstaat Noordrijn-Westfalen, en telt 5.778 inwoners (31 maart 2021). Oberaußem ligt in het Rijnlands bruinkoolgebied op 6½ km ten oosten van Bergheim (stad) aan de westrand van de heuvelrug Die Ville. Het buurdorp Niederaußem ligt niet veel meer dan één kilometer noordwestwaarts.
De geschiedenis van Oberaußem (oudste schriftelijke vermelding in 962) is grotendeels dezelfde als die van buurdorp Niederaußem.  Oberaußem werd in de Tweede Wereldoorlog aanmerkelijk meer beschadigd dan Niederaußem. Veel huizen, en ook de kerk, werden grotendeels verwoest. Na de oorlog vond spoedig wederopbouw plaats.

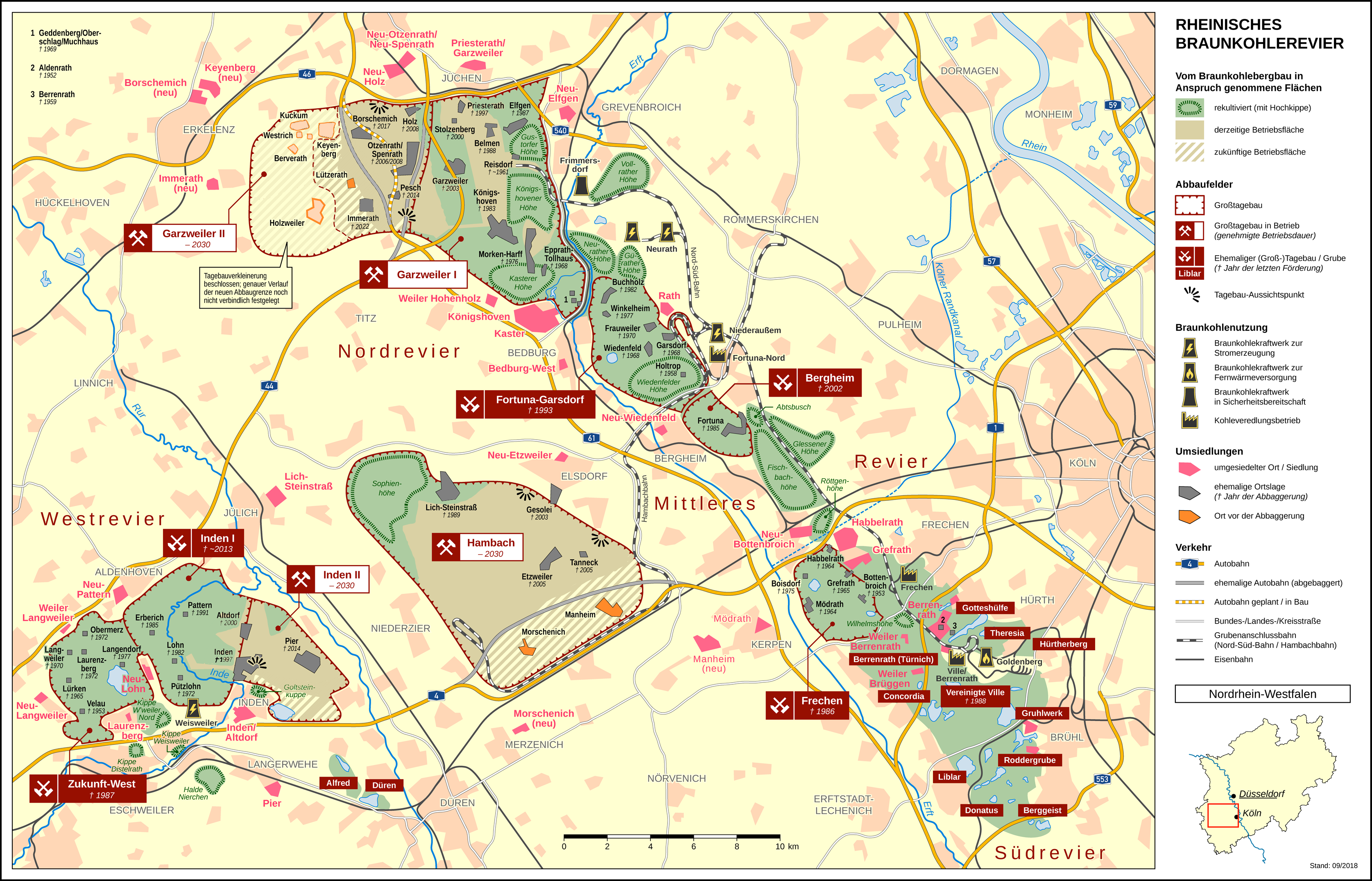
Op het midden van deze kaart markeert een grijze vlek het voormalige dorp Fortuna
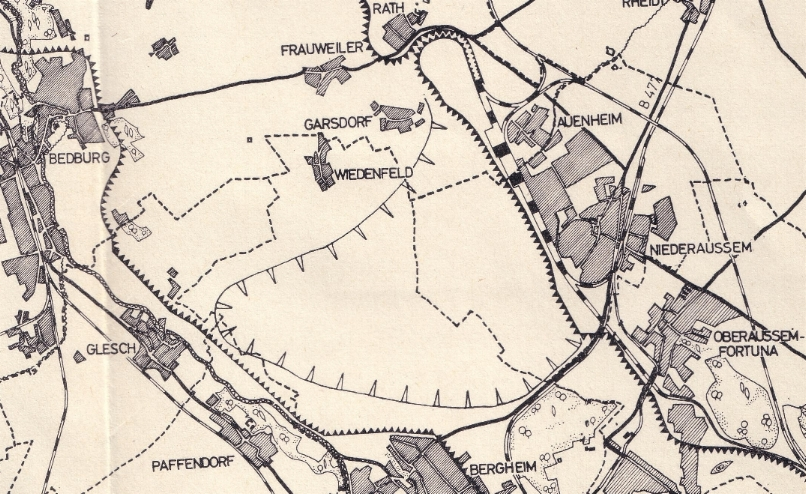
Voormalige bruinkoolgroeve Fortuna-Garsdorf (kaart uit plm. 1983)

Bij Oberaußem behoorde echter nog een dorp met de naam Fortuna. Het ontstond als bedrijfswoonwijk voor de arbeiders in de bruinkoolgroeve en de brikettenfabriek Fortuna. De gemeente, die begin 1975, bij de gemeentelijke herindeling, in Bergheim opging heette dan ook Oberaußem-Fortuna.  Het dorp en de brikettenfabriek moesten in de jaren 1980 wijken voor de bruinkoolgroeve Bergheim (in gebruik tot 2002).
Na de sluiting van de bruinkoolgroeve werd nabij het dorp de 204 m hoge Glessener Höhe, een afvalberg, met bos beplant en van recreatieve faciliteiten voorzien.

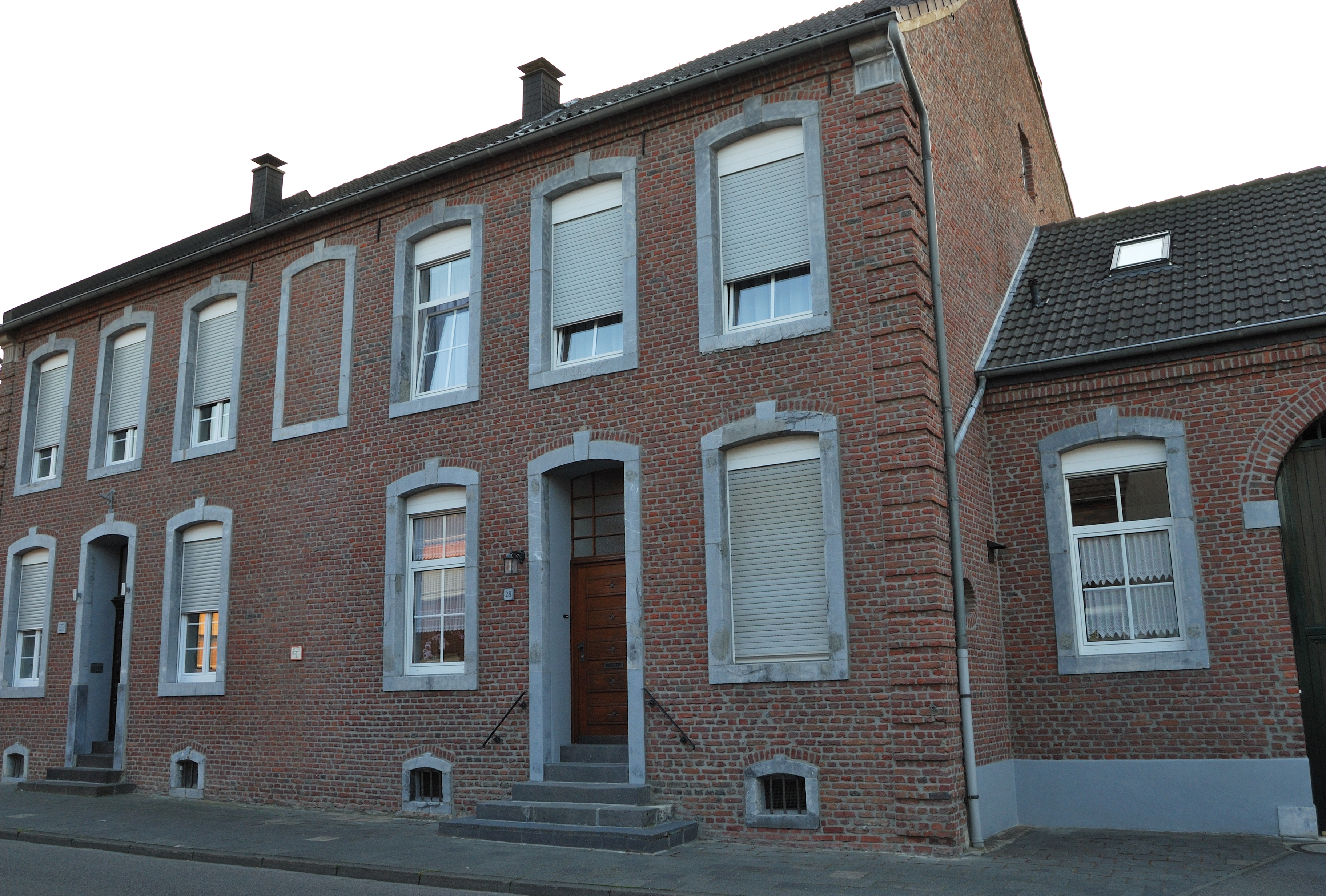
Monumentaal 19e-eeuws dubbel woonhuis Abtshof  te Oberaußem
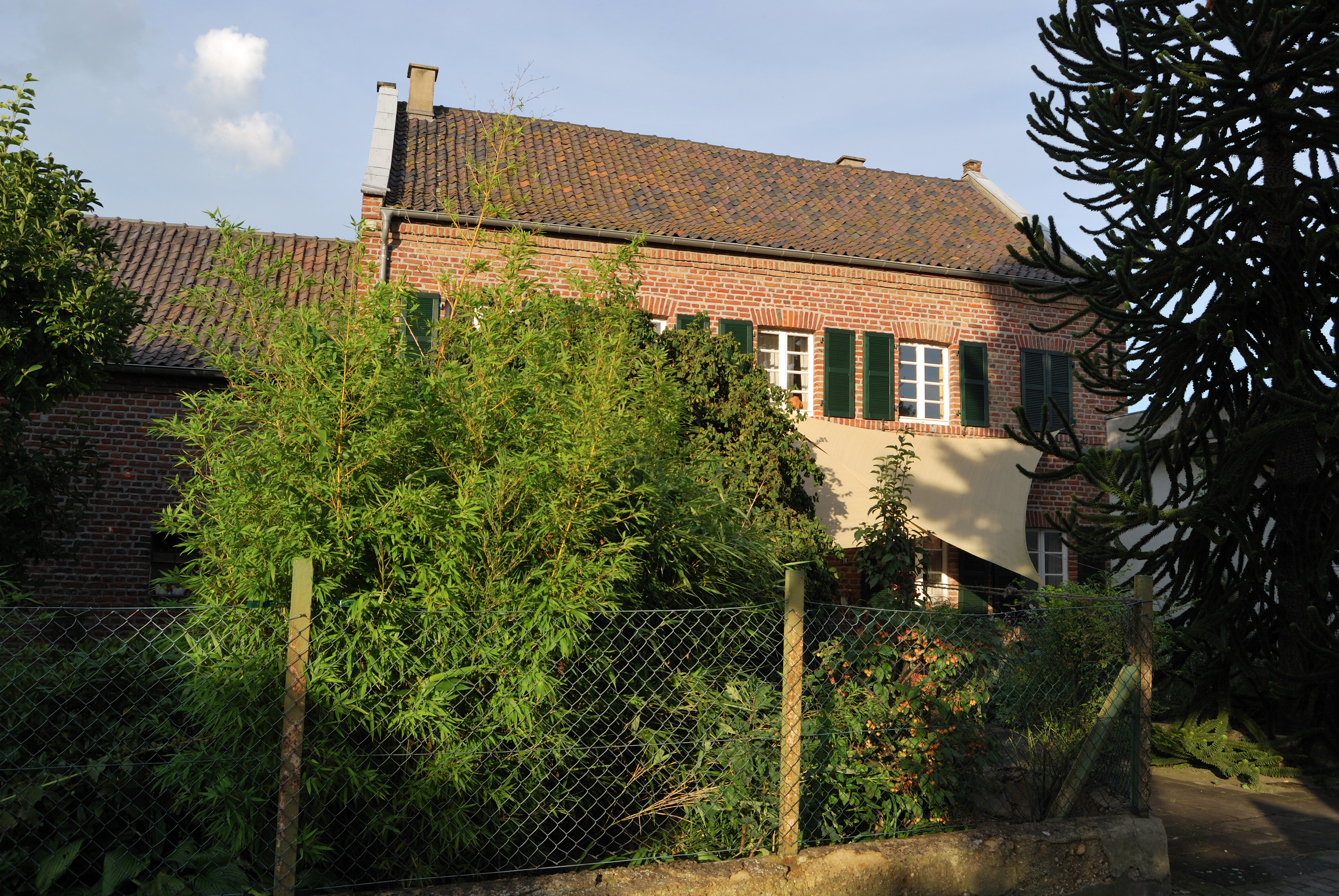
Voormalig landhuis Fleurshof, ten tijde van Napoleon een Frans officierenlazaret, sedert 1970 een herenboerderij